# Los Decoradores
Los Decoradores, también conocidos bajo el nombre de su propuesta Kermesse Redonda o La Kermesse, es una agrupación musical de rock argentino, creada en el año 2016. Inicialmente estuvo conformada por tres de los integrantes de la última alineación de la histórica banda del género Patricio Rey y sus Redonditos de Ricota, siendo ellos el saxofonista Sergio Dawi, el bajista Semilla Bucciarelli y el baterista Walter Sidoti, a quienes se les agregó otro exintegrante de Patricio Rey y sus Redonditos de Ricota, como el guitarrista Tito Fargo. En 2018, esta alineación sumó al baterista Hernán Aramberri, quien solía ser parte de Patricio Rey como músico sesionista en los recitales de esa banda y tras la separación de la misma, baterista fijo de Indio Solari y los Fundamentalistas del Aire Acondicionado.
Esta agrupación surgió luego de más de 10 años después de la abrupta disolución de Los Redondos a causa del conflicto surgido entre sus principales referentes, Carlos Alberto "Indio" Solari y Eduardo "Skay" Beilinson y luego de varios otros trabajos desarrollados por sus integrantes. El objetivo de esta agrupación fue el de revivir el legado de Patricio Rey, a través de una temática denominada "Kermesse Redonda" con la cual recorren los distintos escenarios del país, presentando los temas más reconocidos de la desaparecida banda.
Además de los mencionados miembros, la banda también contó con las colaboraciones de otros músicos con pasado en Los Redondos, como el también baterista Piojo Ábalos o el saxofonista Willy Crook y otros artistas del género, como la cantante Mavi Díaz, exvocalista de Viuda e Hijas de Roque Enroll.
Actualmente la formación incluye como miembros estables a Dawi, Fargo, Buciarelli y Aramberri, contando con la colaboración de Jorge Cabrera en voces, Oscar Kamienomosky en segunda guitarra y Federico García Vior en teclados, a la vez de contar con artistas invitados de reconocidas bandas nacionales.

## Historia

### Previa
Tras la abrupta disolución de la banda Patricio Rey y sus Redonditos de Ricota ocurrida en el año 2001, tanto el exvocalista de la misma Carlos Alberto Solari, como el guitarrista Eduardo Beilinson presentaron sus respectivos proyectos solistas. A todo esto, los demás integrantes de la agrupación decidieron también tomar caminos alternativos, encarando distintos proyectos. Sergio Dawi, quien se había desempeñado durante 14 años como saxofonista de Los Redondos y que a su vez desarrollaba un proyecto paralelo denominado Dosaxos2 junto a su colega Damián Nisenson, presentó en 2002 su proyecto solista al que denominó Dawi y los Estrellados, con el que se mantuvo hasta el año 2013.
Por su parte y al igual que Dawi, el baterista Walter Sidoti participaba también en un proyecto paralelo denominado La Favorita, al cual recurría durante las fechas libres que dejaban los recitales con Los Redondos. Tras la disolución de Patricio Rey, inicialmente se involucró con esta banda hasta que en 2003 emigró a España, donde tomó contacto con el ex-guardameta de River Plate Germán Burgos, con quien compartió su proyecto llamado The Garb, hasta su retorno a Argentina en el año 2005. Una vez de regreso en su país, se incorporó a la agrupación Heroicos Sobrevivientes y unos años más tarde, concretó su propio proyecto junto al vocalista Noé Recalde, el guitarrista Oscar Kamienomosky y el bajista Gabriel Gómez, llamándolo Comando Pickless. Tiempo más tarde, la alineación se modificó con los ingresos de Jorge Cabrera como nuevo vocalista y Federico García Vior en los teclados.
Por el lado del bajista Semilla Bucciarelli, tras la disolución de Los Redondos se había autoimpuesto un retiro de la práctica musical, dedicándose a la pintura artística, prestando al mismo tiempo su propio arte a las producciones discográficas de sus excompañeros Dawi y Sidoti. En el caso de Dawi, Bucciarelli participó como artista invitado en la gira "Kachivachetour" del dúo Dosaxos2 entre los años 2001 y 2002. Esta temática fue reflotada por ambos en el año 2011, al presentar el espectáculo conceptual "SemiDawi: Ambos a la vez", por el cual se combinaban el arte visual de Bucciarelli con el sonido del saxofón de Dawi.
Por último, el guitarrista Tito Fargo formó parte de Patricio Rey en sus dos primeros trabajos discográficos (Gulp! y Oktubre), complementando la labor del guitarrista principal Skay Beilinson. Tras su paso por Los Redondos, comenzó a desarrollar múltiples proyectos tanto a nivel musical como de producción, hasta que en 2004 logró formar una alineación estable que dio en llamar La Gran Martell, junto al exbaterista de Divididos, Jorge Araujo y el bajista Gustavo Jamardo.

### Primeras reuniones post-Redondos
En el año 2013 y tras 12 años de haberse disuelto Patricio Rey, Dawi, Bucciarelli y Sidoti volvieron a confluir junto a su excompañero Indio Solari para colaborar en la ejecución de un tema del disco Pajaritos, bravos muchachitos de Los Fundamentalistas del Aire Acondicionado. El tema en cuestión fue "La Pajarita Pechiblanca" con el cual finaliza el álbum. De esta forma, se dio el primer reencuentro de integrantes de la mítica banda del rock argentino, con la excepción del guitarrita Skay Beilinson. Tras esta colaboración, Dawi y Bucciarelli continuaron con su proyecto personal, mientras que Sidoti hizo lo propio con el suyo.
A pesar de esta breve reunión, finalmente los tres ex-Redondos decidieron comenzar a compartir escenario, presentando sus espectáculos como "SemiDawi + The Comando Pickless", iniciando primeramente el proyecto de Bucciarelli y Dawi, pasando luego al de Sidotti y cerrando el show con un rejunte de los tres ex-Redondos cantando temas de la antigua banda.

### Nacimiento de "Los Decoradores"
Tras una serie de presentaciones en el año 2016 con el formato "SemiDawi + The Comando Pickless", los exintegrantes de Los Redondos comenzaron a notar que resultaba más coherente al gusto del público comenzar los recitales desde el inicio con la interpretación del repertorio de Patricio Rey. Fue así que tras un recital brindado en la Fundación Konex, la formación encabezada por Dawi decidió invitar al escenario al guitarrista Tito Fargo y el baterista Piojo Ábalos, ambos con pasado en Los Redondos, con los que comenzaron a desarrollar su primer recital 100% Redondo, sin las presencias de sus dos figuras históricas. Fue así que comenzaron a presentarse a partir del año 2018 con el nombre de "Kermesse Redonda", para luego pasar a denominarse definitivamente como "Los Decoradores". El nombre definitivo de la banda, según palabras de Semilla Bucciarelli, surgió a partir de una humorada lanzada en su momento por Indio Solari, quien había opinado que el sonido de guitarra de Skay Beilinson era una "decoración" en los temas de Patricio Rey, por lo que decidieron adoptar ese nombre para la agrupación.
La temática perseguida por esta nueva agrupación, es la de revivir las alternativas que se desarrollaban durante cada recital brindado por Patricio Rey en sus primeros años, en los cuales además de la música se conjugaban las actividades de feria o "kermesse", donde el espectador podía adquirir artesanías o merchandising alusivo a Los Redondos, a la vez de revivir los antiguos éxitos de esta banda.
La alineación principal de Los Decoradores está compuesta por Sergio Dawi en el saxofón, Semilla Bucciarelli en el bajo, Tito Fargo en la guitarra y Walter Sidoti en baterías. Junto a ellos colaboraron además otros ex-músicos con pasado en Los Redondos, como el saxofonista Willy Crook, los bateristas Piojo Ábalos y Hernán Aramberri o el guitarrista Conejo Jolivet. Asimismo, supo contar con invitados especiales como Manuel Quieto (La Mancha de Rolando), Pablo Pino (Cielo Razzo), Alejandro Kurz (El Bordo), El Soldado, Mavi Díaz (Viuda e Hijas de Roque Enroll) y Nahuel Briones, entre otros.
En 2018 se produce una variante dentro de la alineación de la banda, ya que por motivos propios de trabajo Walter Sidotti le cedió su puesto en la batería a Hernán Aramberri, productor musical que a su vez supo ser baterista de sesión en recitales de Patricio Rey y hasta ese año, miembro de la banda del Indio Solari, los Fundamentalistas del Aire Acondicionado. Sidotti por su parte, decidió encarar nuevos proyectos, entre ellos invitaciones para acompañar a la banda tributo "Tarea Fina". Quienes continuaron acompañando a la agrupación fueron el vocalista Jorge Cabrera, el guitarrista Oscar Kamienomosky y el tecladista Federico García Vior.

## Integrantes actuales

### Estables
- Sergio Dawi: Saxofón.
- Tito Fargo: Guitarra.
- Semilla Bucciarelli: Bajo.
- Hernán Aramberri: Batería.

### Colaboradores
- Jorge Cabrera: Voz.
- Oscar Kamienomosky: Guitarra.
- Federico García Vior: Teclados.

### Exintegrantes y colaboradores
- Willy Crook: Saxofón. †
- Piojo Ábalos: Batería.
- Conejo Jolivet: Guitarra.
- Walter Sidotti: Batería.
- Rodolfo Gorosito: Guitarra.

### Artistas invitados
- Manuel Quieto (La Mancha de Rolando).
- Pablo Pino (Cielo Razzo).
- Alejandro Kurz (El Bordo).
- El Soldado.
- Mavi Díaz (Viuda e hijas de Roque Enroll).
- Nahuel Briones.
- Chino Laborde